# Milton Llanos
Milton Abraham Llanos Gutiérrez (La Paz, Bolivia; 26 de julio de 1972) es un actor, productor, director de cine y teatro boliviano. Cuenta con estudios en informática y psicología. Desde 1989, ha trabajado en cortometrajes y ha participado en producciones teatrales y audiovisuales.

## Carrera
En 1989 formó parte del equipo del programa "Comedia TV" junto a Roberto Calasich. Empezó como actor de teatro desde 1992 y desde 1997, ha sido parte del elenco de "Patas Arriba Teatro". Ha participado en diversas producciones audiovisuales en roles como actor, camarógrafo y director de actores. Es el director y actor principal de la película "El Regreso", y también ha trabajado como instructor en el Taller de Cine Infantil de Chasquipampa en ¨Wawastinkuy Wasi¨.

## El Regreso
"El Regreso" es un largometraje de una duración aproximada de una hora y media, dirigida por Milton Llanos y producida junto a "Los Huanca Films". La película se estrenó el 29 de octubre de 2009. En este proyecto, él retorna a su personaje de “Satuco”, previamente interpretado en "La bicicleta de los Huanca".

El guion de "El Regreso" se basa en una obra literaria escrita por Milton Llanos, aunque, en sus mismas palabras: 
¨El guión final fue un aporte colectivo de todo el grupo de actores del largometraje en base a la historia”.
La película fue filmada entre 2008 y 2009 en locaciones como Tambillo, Coroico, el lago Titicaca y los nevados.

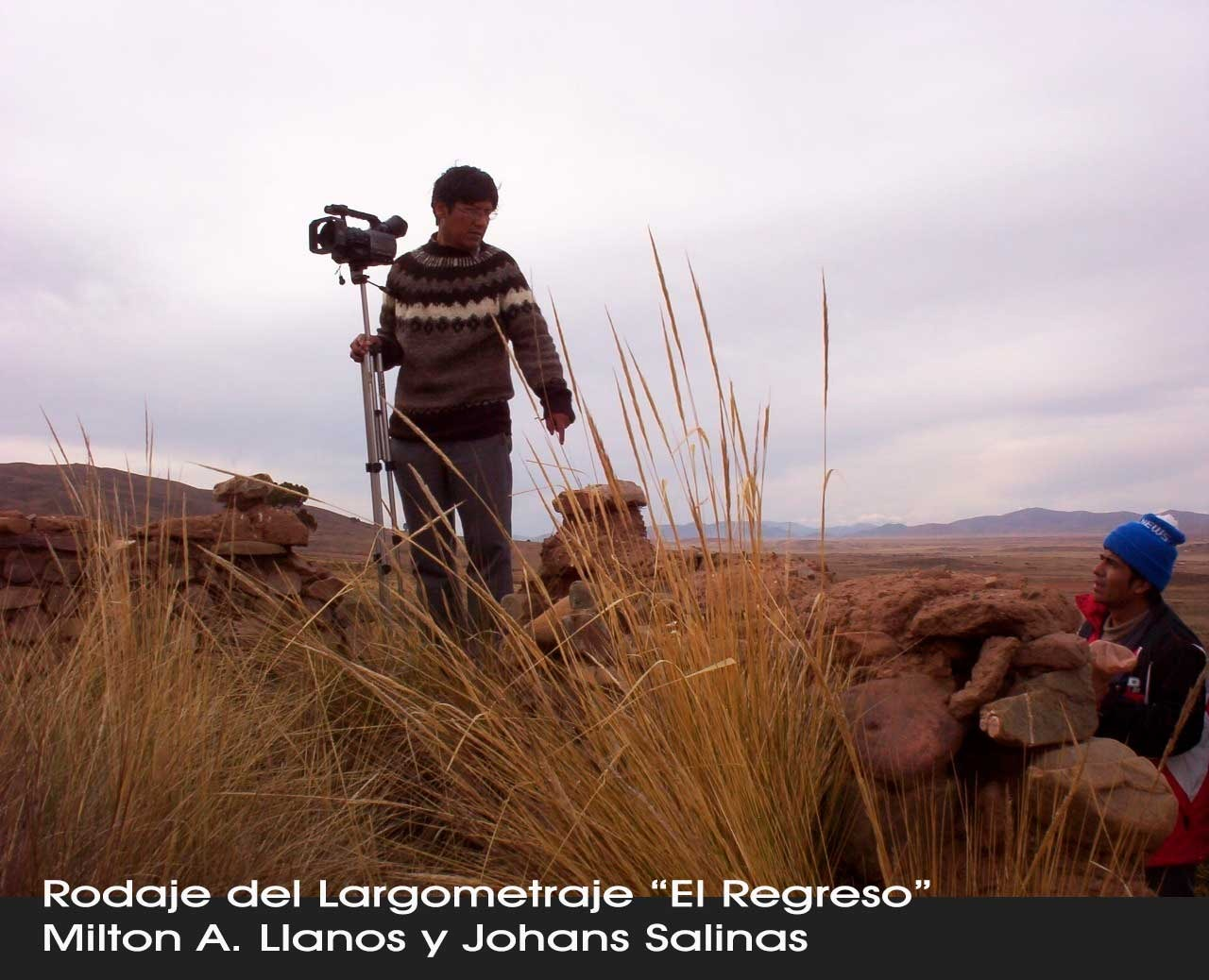
Rodaje de película ¨El regreso¨. Largometraje boliviano 2008

La trama se centra en un campeonato de fútbol de cholitas que involucra a toda una comunidad, pero se ve influenciada por las aspiraciones políticas de Don Gregorio y Don Quintín, dos candidatos a la alcaldía de la población ficticia de Arapayo, quienes buscan capitalizar el evento deportivo y el fervor de los aficionados de equipos rivales.

En palabras del director:
“Mi intención es reflejar inquietudes y curiosidades que surgen a partir de la observación de nuestro entorno”.

## Participaciones Destacadas

### La Bicicleta de los Huanca
Comenzaría con su interpretación del personaje de “Satuco” en "La bicicleta de los Huanca", obra dirigida y producida por Roberto Calasich.

### Chojcho con Audio de Rock P´ssahdo
En la adaptación teatral del libro ¨Chojcho con Audio de Rock P´ssahdo¨, interpretó el papel del ¨Severo¨ en el año 2011.

### Larga Noche de Museos
El 19 de octubre de 2010 interpretó los papeles de: Astrónomo Maya, geógrafo y vanidoso en la obra de ¨El principito¨

### Indiano Jhones y los Buscadores de la Abarca Perdida
Participó en la obra teatral de comedia ¨Indiano Jhones y los Buscadores de la Abarca Perdida¨, presentada en el cine teatro 16 de julio el año 2019, dirigida por Victor Orihuela, director de ¨Talentos Asociados¨.

### Cortometrajes y Otros Proyectos
Entre sus cortometrajes producidos, están: "Cuando se oculta la Luna", "Premoniciones" y "Sutilezas". También ha actuado en series como "Viaje a ninguna parte" y "Sigo siendo el Rey", y ha estado involucrado en producciones teatrales como "Chuquiago modelo para desarmar".